# مقياس ضغط الدم

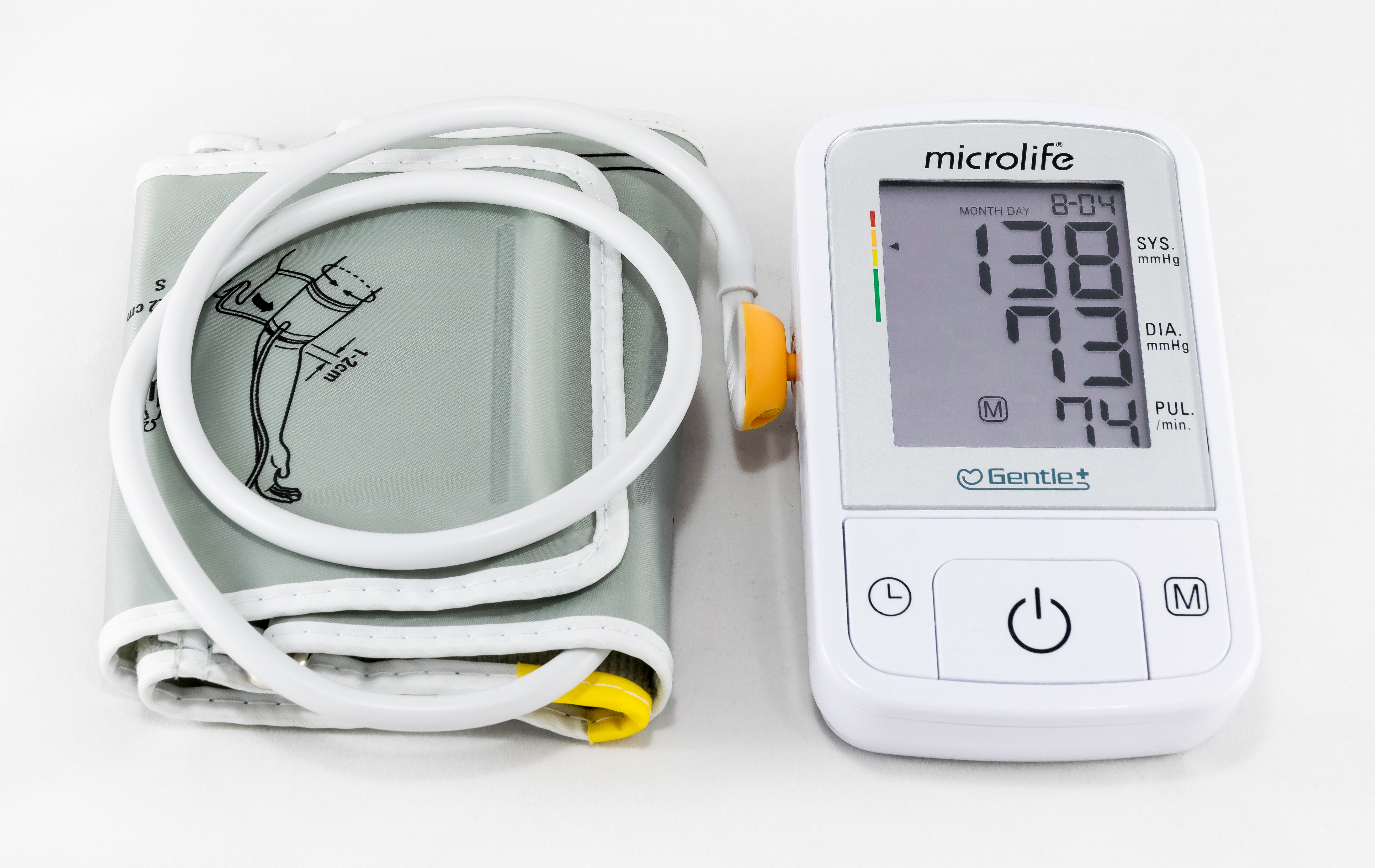

جهاز قياس ضغط الدم جهاز طبي يستخدم لقياس ضغط الدم، يتألف من سوار قابل للنفخ للحد من تدفق الدم، ومقياس ضغط زئبقي ميكانيكي، ومنفاخ، وصمام تحكم. مقاييس ضغط الدم اليدوية تستخدم بالاقتران مع سماعة الطبيب.

## الاصطلاح
باللغات الأوروبية sphygmomanometer جاءت من الكلمة الاغريقية Sphygmos وتعني نبض، وكلمة manometer والتي تعني مقياس ضغط.

## الأسلوب
في البشر، يوضع السوار بشكل سلس ومريح حول الذراع، على نفس الارتفاع الرأسي للقلب بشكل تقريبي، في حين أن الشخص يجلس وذراعه مسترخية ومدعومة. المواقع أخرى لوضع السوار تعتمد على الأنواع، ويمكن أن تشمل اللسان، الزعنفة، الذيل أو حلمة الثدي.
من الضروري اختيار الحجم الصحيح للسوار بالنسبة للمريض. فالحجم الصغير جدا يعطي نتائج عالية جدا في الضغط، في حين الحجم الكبير جدا يعطي نتائج منخفضة جدا.
ينفخ السوار إلى ان يغلق الشريان تماما، يسمع الشريان الذراعي عند مفصل المرفق بواسطة السماعة، ثم يتم تخفيف الضغط ببطء. حالما يهبط الضغط في السوار يسمع اصوات متقطعه ==(اصوات كروتكوف)== عندما يبدا تدفق الدم مرة أخرى في الشريان. الضغط المسجل عندما يبدأ هذا الصوت هو الضغط الانقباضي.يخفف الضغط أكثر حتى تختفي الأصوات.الضغط المسجل عند اختفاء الأصوات هو الضغط الانبساطي.
في البيئات الصاخبه حين يكون السماع متعذرا (مثل المشاهد كثيرا ما تصادف في طب الطوارئ), ضغط الدم الانقباضي فقط يمكن معرفته وذلك بتخفيف الضغط حتى الإحساس ==بالنبض الكعبري==.
في الطب البيطري السماع نادرا ما يستخدم ويستخدم الإحساس بالنبض ورؤيته لتحديد الضغط الانقباضي.
الاهميه:
من خلال مراقبة الزئبق في العمود في حين يخفف ضغط الهواء بواسطة صمام التحكم، يمكن قراءة قيم ضغط الدم (مم زئبق).
ذروة الضغط في الشرايين خلال [الدورة القلبية] هو الضغط الانقباضي، والضغط الأدنى (في طور الراحة للدورة القلبية) هو الضغط الانبساطي.
يتم استخدام السماعة في الأسلوب السماعي. الضغط الانقباضي (المرحلة الأولى) يحدد مع أول صوت من أصوات كروتكوف المستمرة. الضغط الانبساطي يحدد في اللحظة التي تختفي فيها أصوات كروتكوف (المرحلة الخامسة).

## أنواع مقاييس ضغط الدم
1. رقمية مع منفاخ يدوي أو أوتوماتيكي
وهذه إلكترونية، وسهلة التشغيل، وعملية في البيئات الصاخبة. ولكن كثيرة منها لم يتم التحقق منها لجميع فئات المرضى، ويمكن أن تعطي قراءات غير دقيقة جدا.
وهذه الأنواع تقيس الضغط الرئيسي ثم باستخدام قياس الذبذبات تحدد قيم الضغط الانقباضي والانبساطي. وهنا نعرف إنها في الواقع لا تقيس ضغط الدم، وإنما تشتق القراءات.
المقاييس الرقمية ليست مفيدة مواجهة «الظروف الاستثنائية» التي ليست مصممة لاستخدامها: تصلب الشرايين، عدم انتظام ضربات القلب، التسمم الحملي، النبض المتبادل والنبض المفارق.
بعض المقاييس والتي تاتي بسوار للمعصم تكون دقيقة تماما، ولكن لابد ان تكون على مستوى القلب عند القراءة.
2. رقمية محمولة مع مقياس للضغط عن طريق الاصبع ومنفاخ اوتوماتيكي:
وهذا النوع هي الاخف والأسهل، وعلى الرغم من انها اقل دقه فهي الأصغر حجما.
3. يدوية: تستخدم بواسطة شخص مدرب.المقاييس الزئبقية تعتبر «القاعدة الذهبية» للقياس لأن قياسها مطلق ولا يتطلب إعادة معايرة. لهذا السبب غالبا ما تكون مطلوبة في التجارب السريرية للمستحضرات الصيدلانية وللتقييمات السريرية لتحديد ضغط الدم للمرضى الذين لديهم نسبة مخاطر عالية بما في ذلك النساء الحوامل.
الأنواع الميكانيكية اللاسائلة شائعة الاستعمال، ولكنها ينبغي أن تكون معايرة ضد مقياس ضغط الدم الزئبقي.
وحدة قياس ضغط الدم هو ملليمتر من الزئبق (مم زئبق). قيم ضغط الدم عادة ما تعطى كعدد زوجي.
مقاييس ضغط الدم اليدوية تتطلب سماعة